# Csolnok
Csolnok là một thị trấn thuộc hạt Komárom-Esztergom, Hungary. Thị trấn này có diện tích 18,71 km², dân số năm 2010 là 3323 người, mật độ 178 người/km².